# متروپیا
متروپیا (انگلیسی: Metropia) یک پویانمایی بزرگسالان در ژانر علمی-تخیلی انگلیسی‌زبان سوئدی به کارگردانی طارق صالح است که در سال ۲۰۰۹ منتشر شد. فیلم‌نامه این فیلم توسط فردریک اِدین، استیگ لارشون، و طارق صالح به دنبال داستانی از صالح، ادین و مارتین هولتمن به رشته تحریر درآمده است.
این فیلم از تکنیک خاصی استفاده می‌کند که طی آن، عکس‌های دو بعدی را با یک برنامهٔ کامپیوتری تغییر داده و سپس به کارتون سه‌بعدی تبدیل می‌کنند. سبک تصویری این پویانمایی الهام‌گرفته‌شده از آثار تری گیلیام، روی آندرشون و یوری نورشتاین است. این فیلم کارتونی ابتدا در شصت و هفتمین دورهٔ جشنوارهٔ فیلم ونیز و سپس در ۲۷ نوامبر ۲۰۰۹ در سوئد به نمایش عمومی درآمد.

## بازیگران
- وینسنت گالو در نقش راجر
- جولیت لوئیس در نقش نینا
- اودو کی‌یر در نقش ایوان بن
- استلان اسکاشگورد در نقش رالف پارکر
- الکساندر اسکاشگورد در نقش استفان
- سوفیا هلین در نقش آنا
- فارس فارس در نقش فیراز
- شانتی رونی در نقش کارل